# 129
El año 129 (CXXIX) fue un año común comenzado en viernes del calendario juliano, en vigor en aquella fecha.
En el Imperio romano el año fue nombrado el del consulado de Celso y Marcelo, o menos frecuentemente, como el 882 ab urbe condita, siendo su denominación como 129 a principios de la Edad Media, al establecerse el Anno Domini.

## Acontecimientos
- Se construye una defensa para Numidia en Lambaesis por la Legio III Augusta.
- El emperador Adriano continúa sus viajes, ahora inspeccionando Caria, Capadocia y Siria.

### Religión
- Cambio de Patriarca de Constantinopla del patriarca Diógenes por Eleuterio.

## Nacimientos
- Galeno de Pérgamo, principal médico de la Antigua Roma.

## Fallecimientos
- Osroes I, rey parto.
- Justo de Alejandría, obispo de Alejandría.